# Masella
Masella (prononcé en catalan : [məˈze.ʎə]) est une station de sports d'hiver pyrénéenne, située en Basse-Cerdagne en Catalogne, et inaugurée en 1967.
Elle est reliée par un téléphérique avec la station voisine La Molina créant le domaine skiable d'Alp 2500.

## Géographie
La station de Masella est située sur les communes de Das et Alp.

## Voies d'accès
On y accède par le village d'Alp.